# Holzknecht (Familienname)
Holzknecht ist ein deutscher Familienname.

## Namensträger
- Dominik Holzknecht (* 1993), österreichischer Naturbahnrodler
- Elvira Holzknecht (* 1973), österreichische Naturbahnrodlerin
- Guido Holzknecht (1872–1931), österreichischer Arzt, Röntgenologe und Pionier der Radiologie
- Norbert Holzknecht (* 1976), österreichischer Skirennläufer
- Robert Holzknecht von Hort (1838–1918), österreichischer Verwaltungsjurist und Justizminister